# Neulles
Neulles is een gemeente in het Franse departement Charente-Maritime (regio Nouvelle-Aquitaine) en telt 136 inwoners (2005). De plaats maakt deel uit van het arrondissement Jonzac.

## Geografie
De oppervlakte van Neulles bedraagt 6,0 km², de bevolkingsdichtheid is 22,7 inwoners per km².
De onderstaande kaart toont de ligging van Neulles met de belangrijkste infrastructuur en aangrenzende gemeenten.

## Demografie
Onderstaande figuur toont het verloop van het inwonertal (bron: INSEE-tellingen).